# Vauxhall VXR8

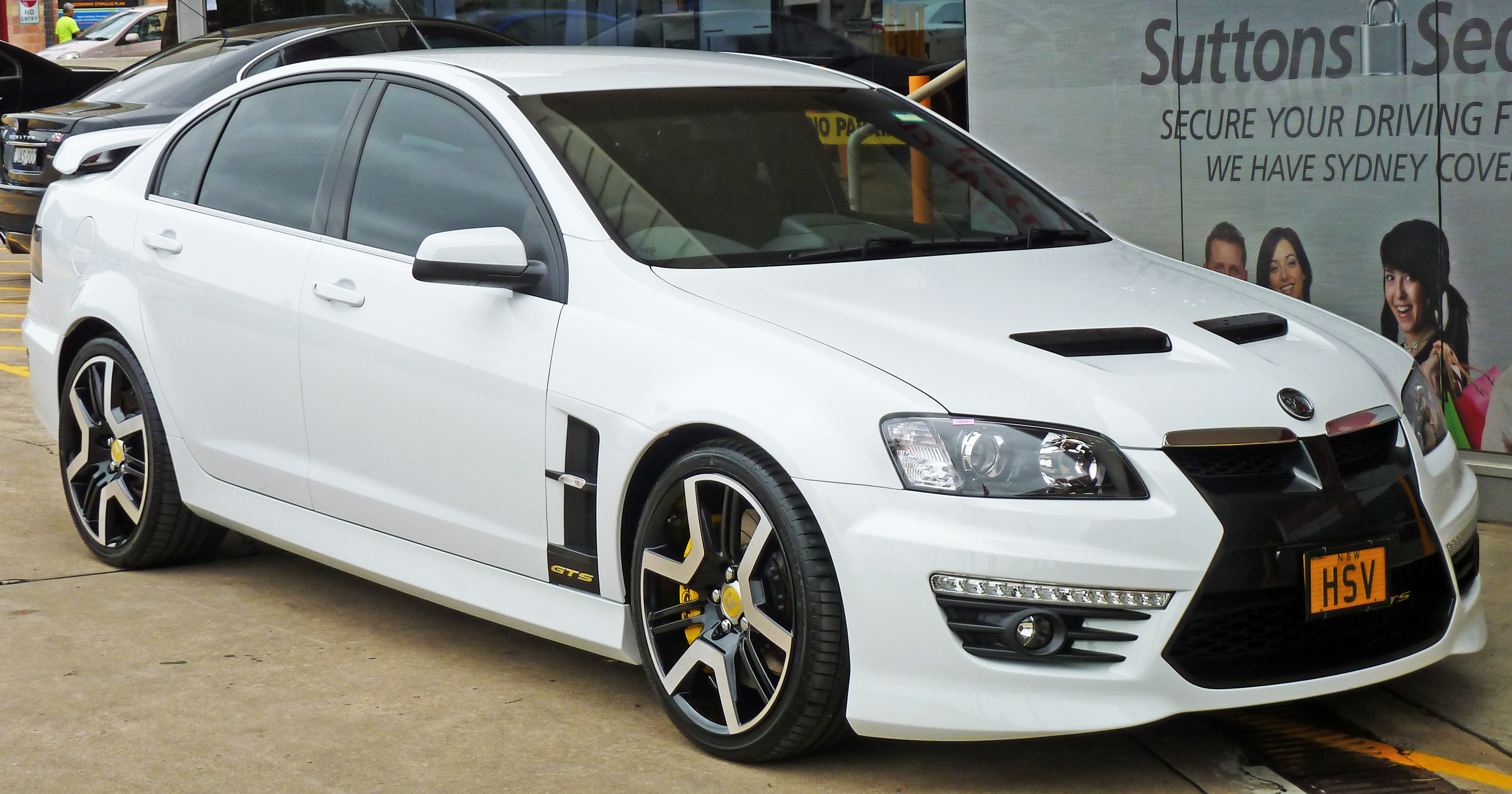
Vauxhall VXR8 (з 2010)

Vauxhall VXR8 — спортивні автомобілі, що пропонує компанія Vauxhall на ринку Великої Британії, створені на основі двох різних моделей компанії Holden Special Vehicles (HSV): Clubsport (2007-2009) і GTS (2010-теперішній час). VXR8 є наступником Monaro VXR і спочатку комплектувався 6,0 літровим V8 GM LS2 потужністю 412 к.с., а тепер комплектується 6.2-літровим V8 GM LS3 Corvette потужністю 425-436 к.с. від Chevrolet Corvette C6, і Chevrolet Camaro SS. Модель VXR8 Bathurst використовувала той же V8, але з нагнітачем і був названий на честь знаменитої гонки Bathurst в Австралії.